# Sistema estomatognático
O sistema estomatognático identifica um conjunto de estruturas bucais que desenvolvem funções comuns, tendo como característica constante a participação da mandíbula. 
Como todo sistema, tem características que lhe são próprias, mas depende do funcionamento, ou está intimamente ligado à função de outros sistemas como o nervoso, o circulatório, o endócrino, e todos em geral, porque não constitui uma unidade separada do resto do organismo, mas se integra estritamente a ele. Tanto nos estados de saúde como nos de enfermidade, o sistema estomatognático pode influir sobre o funcionamento de outros sistemas como o digestivo, respiratório, metabólico-endócrino, etc.

## Fisiologia do sistema neuromuscular estomatognático
Trata-se de um conjunto de músculos esqueléticos, cuja função depende diretamente da ação motora do sistema nervoso central, entre os quais os fundamentais são os músculos mandibulares, particularmente os levantadores.